# Ruben Carrapatoso
Ruben Carrapatoso (ur. 29 lipca 1981 w São Paulo) – brazylijski kierowca wyścigowy.

## Kariera
Carrapatoso rozpoczął karierę w wyścigach samochodowych w roku 2000, od startów w Holenderskiej Formule Ford 1800 oraz w Formule Ford Benelux. W tej drugiej z serii raz stawał na podium. Z dorobkiem odpowiednio 26 i 21 punktów uplasował się na 14 i 12 pozycji w klasyfikacji generalnej. W późniejszych latach startował także w Brytyjskiej Formule Ford Zetec Junior, (czwarte miejsce w 2001 roku), Południowoamerykańskiej Formule 3, Brazylijskiej Formule Renault, edycji zimowej Brytyjskiej Formuły Renault, Włoskiej Formule Renault, Brytyjskiej Formule Renault, Formule 3 Euro Series, Argentyńskiej Formule Renault 1,6, Stock Car Brasil oraz w American Le Mans Series (klasa GT2).
W Formule 3 Euro Series wystartował w 2004 roku ze szwajcarską ekipą Opel Team KMS. W żadnym z ośmiu wyścigów, w których startował, nie zdobywał punktów. Został sklasyfikowany na 33 miejscu w klasyfikacji końcowej.